# Robert Michel
Robert Henry Michel (Peoria, 2 marzo 1923 – Arlington, 17 febbraio 2017) è stato un politico e militare statunitense, membro della Camera dei Rappresentanti per lo stato dell'Illinois dal 1957 al 1995.

## Biografia
Nato e cresciuto nell'Illinois, Michel prese parte alla seconda guerra mondiale arruolandosi nella fanteria dell'esercito. Rimasto ferito in campo, una volta tornato in patria venne insignito di due Bronze Stars, del Purple Heart e di quattro Service Stars.
Dopo la guerra, Michel frequentò il college e successivamente lavorò come consulente politico. Nel 1957 si candidò alla  Camera dei Rappresentanti come membro del Partito Repubblicano e venne eletto. Michel fu riconfermato dagli elettori per altri diciotto mandati; durante la sua lunga permanenza all'interno del Congresso ebbe ruoli di primo piano come quello di leader di minoranza alla Camera, mantenuto per quattordici anni.
Negli ultimi anni di servizio politico, Michel venne molto criticato dalla parte più conservatrice del suo partito, che lo accusava di essere troppo moderato. Anche per via di questi dissidi, nel 1994 Michel annunciò il suo ritiro dalla politica al termine del mandato corrente e lasciò la Camera dopo trentotto anni. Poco prima della fine del suo mandato, Michel venne insignito della medaglia presidenziale della libertà dall'allora Presidente Bill Clinton.
Michel fu sposato con Corinne Woodruff dal 1948 fino alla morte della donna nel 2003. La coppia ebbe quattro figli.